# Roundup (Montana)
Roundup ist eine Stadt im US-Bundesstaat Montana und Verwaltungssitz des Musselshell Countys.

## Geografie
Roundup liegt im Zentrum Montanas und dehnt sich auf einer Fläche von 3,47 km² aus. Die Stadt ist von den Bull Mountains, einem Gebirgszug der Rocky Mountains, umgeben und wird vom Musselshell River durchflossen. 
Im Jahr 2010 betrug die Einwohnerzahl 1788.

## Geschichte
Ursprünglich war Roundup ein Ort, an dem Viehzüchter ihre Rinder zusammentrieben (englisch: roundup), daher der Name.
Die Wirtschaftlichkeit Roundups wird vor allem durch Kohleminen im Stadtgebiet und Landwirtschaft aufrechterhalten.

## Persönlichkeiten
- Paul E. Funk Sr. (* 1940), Generalleutnant der United States Army